# Ulrike Schweikert

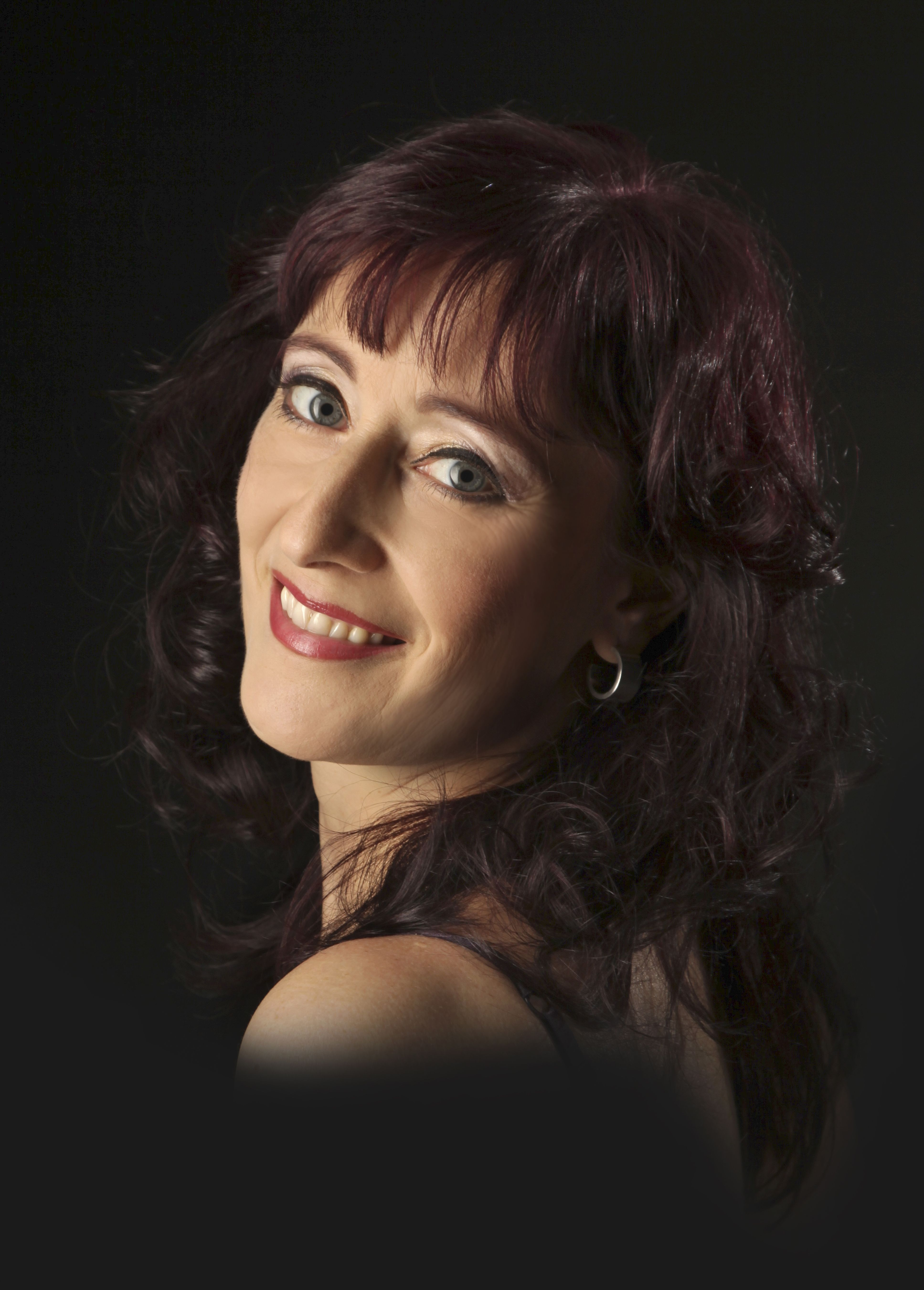
Ulrike Schweikert 2010

Ulrike Schweikert (* 28. November 1966 in Schwäbisch Hall) ist eine deutsche Schriftstellerin der Historien- und Fantasyliteratur, die auch unter dem Pseudonym Rike Speemann schreibt.

## Leben
Schweikert ging in Schwäbisch Hall zur Schule und absolvierte in Stuttgart eine Banklehre. Nach sechs Jahren als Wertpapierhändlerin studierte sie Geologie und später Journalismus. Daneben beschäftigte sie sich mit der Geschichte ihrer Heimatstadt. Diese Recherchen bilden die Grundlage zu ihrem ersten Roman Die Tochter des Salzsieders, der im Jahr 2000 erschien. Heute lebt die Autorin in der Nähe von Pforzheim.
Für Das Jahr der Verschwörer erhielt sie 2004 von der „Autorengruppe deutschsprachige Kriminalliteratur – Das Syndikat“ den Hansjörg-Martin-Preis. Mit Die Charité gewann sie 2018 den LovelyBooks Leserpreis in der Kategorie Historischer Roman.

## Werke

### Romane
- Die Hexe und die Heilige. historischer Roman. 2001.
- Die Herrin der Burg. historischer Roman. 2003.
- Die Seele der Nacht. Fantasyroman. 2003.
- Das Jahr der Verschwörer. historischer Jugendroman. 2003.
- Das Siegel des Templers. historischer Roman. 2006.
- Die Maske der Verräter. historischer Jugendroman. 2007.
- Die Dirne und der Bischof. historischer Roman. 2008.
- Das Herz der Nacht. Fantasyroman. 2009.
- Das kastilische Erbe. historischer Roman. 2012.
- Hinter den Spiegeln. Das Wiener Vermächtnis. historischer Roman. 2014.
- Woher wir kamen. Rowohlt Polaris, Hamburg 2024. ISBN 978-3-499-00988-4.

#### Salzsieder-Reihe
- Die Tochter des Salzsieders. historischer Roman. 2000.
- Das Kreidekreuz. historischer Roman. 2004.

#### Vampir Peter Borgo & Kommissarin Sabine Berner
- Duft des Blutes. Fantasykrimi. 2003. (teilweise unter Pseudonym Rike Speemann veröffentlicht)
- Feuer der Rache. Fantasykrimi. 2005. (teilweise unter Pseudonym Rike Speemann veröffentlicht)
- Engel der Verdammten. Fantasykrimi. 2012.

#### Die Drachenkronen-Trilogie
- Die Drachenkrone. Fantasyroman. 2005, ISBN 3-442-36302-0.
- Das Vermächtnis des Kupferdrachens. Fantasyroman. 2006, ISBN 3-442-36303-9.
- Das Drachentor. Fantasyroman. 2007, ISBN 978-3-442-36304-9.

#### Die Erben der Nacht
Die Erben der Nacht ist eine Buchserie für Kinder und Jugendliche, die von Vampiren handelt.
Folgende Bücher sind erschienen:
1. Nosferas. Fantasyroman. 2008, ISBN 978-3-570-30478-5.
2. Lycana. Fantasyroman. 2008, ISBN 978-3-570-30479-2.
3. Pyras. Fantasyroman. 2009, ISBN 978-3-570-30480-8.
4. Dracas. Fantasyroman. 2010, ISBN 978-3-570-30656-7.
5. Vyrad. Fantasyroman. 2011, ISBN 978-3-570-30655-0.
6. Oscuri. Fantasyroman. 2013, ISBN 978-3-570-30857-8.

#### Elisabeth
- Die Dirne und der Bischof. historischer Roman. 2009.
- Das Antlitz der Ehre. historischer Roman. 2010.

#### Nachtmahr-Reihe
- Das Erwachen der Königin. Fantasyroman. 2014, ISBN 978-3-764-53084-6.
- Die Schwester der Königin. Fantasyroman. 2015, ISBN 978-3-764-53085-3.

#### Die Charité-Reihe
- Die Charité. Hoffnung und Schicksal. Rowohlt Polaris, Reinbek 2018. ISBN 978-3-499-27451-0.
- Die Charité. Aufbruch und Entscheidung. Rowohlt Polaris, Hamburg 2019. ISBN 978-3-499-27453-4.
- Die Charité. Neue Wege. Zusammen mit Petra Grill, Rowohlt Polaris, Hamburg 2022. ISBN 978-3-499-00856-6.

#### Friedrichstraßensaga
- Berlin Friedrichstraße. Novembersturm, Rowohlt Polaris, Hamburg 2021. ISBN 978-3-499-00008-9.
- Berlin Friedrichstraße. Tränenpalast, Rowohlt Polaris, Hamburg 2022. ISBN 978-3-499-00010-2.

### Dramen
- Das Jahr der Verschwörer.
- Die Tochter des Salzsieders.

### Aufführungen
Im Sommer 2015 wird eine Bearbeitung des Romans Die Tochter des Salzsieders unter gleichem Titel bei den Freilichtspielen in Schwäbisch Hall aufgeführt, unmittelbar am Ort der angenommenen Handlung. Es handelt sich dabei um die Geschichte einer engagierten Frau, die im Mittelalter mehrere Straftaten „ehrenwerter“ Bürger der Stadt aufdeckt.